# Луганский авиационно-ремонтный завод
Луганский авиационный ремонтный завод (укр. Луганський авіаційний ремонтний завод; ЛАРЗ) — предприятие авиационной промышленности, расположенное в Луганске. Занимается ремонтом самолётных и вертолётных двигателей, агрегатов и главных вертолётных редукторов.
Входил в перечень предприятий, имеющих стратегическое значение для экономики и безопасности Украины.

## История

### 1931—1991
Предприятие было создано в октябре 1931 года (на базе авиамастерских, работавших с лета 1931 года).
В начальном периоде производился ремонт самолётов: У-1, УТ-2, По-2, Р-1, Р-5, И-16, СБ, ТБ-3, Ил-2, Ил-10, Як-18, МиГ-15, авиадвигателей: М-2, М-5, М-11, М-17, М-22, М-100, АМ-38, Ам-42.
Во время Великой Отечественной войны на предприятии были отремонтированы около 1700 самолётов и более 2500 двигателей.
С 1946 года завод специализируется на ремонте авиационной техники.
С конца 1950-х гг. завод специализируется только по двигателям.
В 1960-е годы заводом успешно освоен капитальный ремонт турбореактивного авиадвигателя РД-45, используемого в качестве силовой установки истребителя-перехватчика МиГ-15, авиадвигателей РД-9Б, РД-9ф, ВК-1.
В 1974—1976 гг. коллектив завода освоил капитальный ремонт турбовального двигателя ТВ3-117.
Параллельно был освоен капитальный ремонт двигателей Р-35-300 и Р-29-300, используемых в качестве силовой установки на самолётах МиГ-23 и МиГ-27.

### В независимой Украине
В 2003 году на базе Луганского авиационно-ремонтного завода была создана компания LUZAR, занимающаяся выпуском запчастей системы охлаждения автомобиля (в основном, радиаторов).
После создания 7 июня 2005 года концерна «Авиавоенремонт», завод вошёл в состав концерна.
По состоянию на 2008 год предприятие осуществляло ремонт самолётных двигателей Р-27, Р-29, Р-35 всех модификаций, а также вертолётных двигателей ТВЗ-117 и ТВ2-117А.
9 июня 2010 года Кабинет министров Украины принял постановление № 405, в соответствии с которым завод вошёл в перечень предприятий авиапромышленности Украины, получающих государственную поддержку.
После создания в декабре 2010 года государственного концерна «Укроборонпром», завод вошёл в состав концерна.
В августе 2012 года завод получил 2 364 000 гривен от министерства обороны Украины на ремонт двух авиадвигателей ТВ3-117МТ для вертолётов Ми-8
В сентябре 2012 года завод получил 2,28 млн гривен от министерства обороны Украины на капитальный ремонт главных редукторов типа ВР-24 и электронных регуляторов авиадвигателей типа ЭРД-3
В 2013 году объёмы производства ЛАРЗ увеличились на 12 %, чистая прибыль предприятия составила 48 млн гривен (в шесть раз больше, чем в 2012 году)

### Война на Донбассе
К началу весны 2014 года общая численность работников завода составляла 600 человек.
После проведения 11 мая 2014 года референдума о самоопределении Луганской Народной Республики предприятие оказалось на территории ЛНР.
В последующее время деятельность завода была осложнена в связи с боевыми действиями на Донбассе и разрывом хозяйственных связей.
6 июня 2014 завод перешёл под контроль вооружённых сторонников Луганской Народной Республики. В результате обстрелов Украинскими силами АТО, здания завода были повреждены.
В июне 2014 года директор завода А. И. Мостовой и часть работников завода покинули Луганск, в связи с обстрелами вооруженными силами Украины территории предприятия.
В сентябре 2014 года руководство ЛНР предприняло усилия по восстановлению работы завода. По состоянию на 15 сентября 2014 года на заводе оставалось около 200 сотрудников.
8 июня 2015 года, после завершения трёхмесячного ремонта повреждений от обстрелов, завод провёл пробный запуск испытательного стенда моторно-испытательной станции № 2.
9 июня 2023 года, завод возобновил работу участков испытания, консервации и упаковки, а также трех вспомогательных подразделений

## Современное состояние
ЛАРЗ имеет следующую специализацию:
- Ремонт турбовальных двигателей
- Ремонт турбореактивных двигателей
- Ремонт главных вертолётных редукторов ВР-8, ВР-14, ВР-24
- Переоборудование авиадвигателей для хозяйственных нужд (тепловые установки для сушки ВПП, очистки железнодорожных путей и вагонов от снега)
- Производство алюминиевых радиаторов для российского и украинского автопрома